# کارلوس کودرو (بازیکن فوتبال)
کارلوس کودرو (انگلیسی: Carlos Cordero؛ زادهٔ ۲۶ سپتامبر ۱۹۹۶) بازیکن فوتبال اهل اسپانیا است.
از باشگاه‌هایی که در آن بازی کرده‌است می‌توان به باشگاه فوتبال اسپورتینگ خیخون اشاره کرد.